# Lime (compañía de transporte)
Neutron Holdins, Inc. dba Lime, anteriormente LimeBike, es una compañía estadounidense de alquiler de transporte de bicicleta de, patinete, y sistema de autos compartidos en varias ciudades. Los sistemas utilizan vehículos sin muelles y una aplicación móvil para desbloquear vehículos. El servicio Lime típicamente inicia en $1/1€ para un paseo de 30 minutos en las bicicletas tradicionales, mientras su flota de bicicletas eléctricas y patinetes eléctricos en América cobra $1 para desbloquear y 15 centavos de dólar por minuto.

## Historia
LimeBike fue fundada en enero de 2017 y recaudó levantado $12 millones en fondos de riesgo liderados por Andreessen Horowitz en marzo de 2017. La primera ubicación de la compañía, la Universidad de Carolina del Norte en Greensboro, se lanzó en junio de 2017 con 125 bicicletas. LimeBike se expandió en julio de 2017 a las ciudades de Key Biscayne, Florida, South Bend, Indiana, y Lago del Sur Tahoe, California. El 27 de julio de 2017, LimeBike se lanzó con 500 bicicletas en Seattle, Washington, convirtiéndose en el segundo operador de bicicletas compartidas en la ciudad. La compañía cerró una ronda de financiación de riesgo de la Serie B en octubre de 2017, anunciando que  estaba valorada en $225 millones. Una ronda de financiamiento de  $335 millones en 2018 llevó a una valoración de $1.1 mil millones para la compañía, convirtiéndola en un unicornio. En noviembre de 2017, LimeBike anunció al corredor de la NFL Marshawn Lynch como uno de sus promotores de marca, asociándose con su compañía Beast Mode Apparel.
En mayo de 2018, la compañía anunció que cambiaría su nombre a "Lime" y se asociaría con Segway para producir nuevos patinetes.
La ciudad de Coronado, California confiscó más de cien bicicletas de Lime en 2018, y la compañía tuvo que pagar $9,300 para recuperarlas en julio.
En agosto de 2018, la compañía firmó un acuerdo con Uber para proporcionarles bicicletas eléctricas para la expansión de su servicio Uber Bikes.

## Equipo y uso

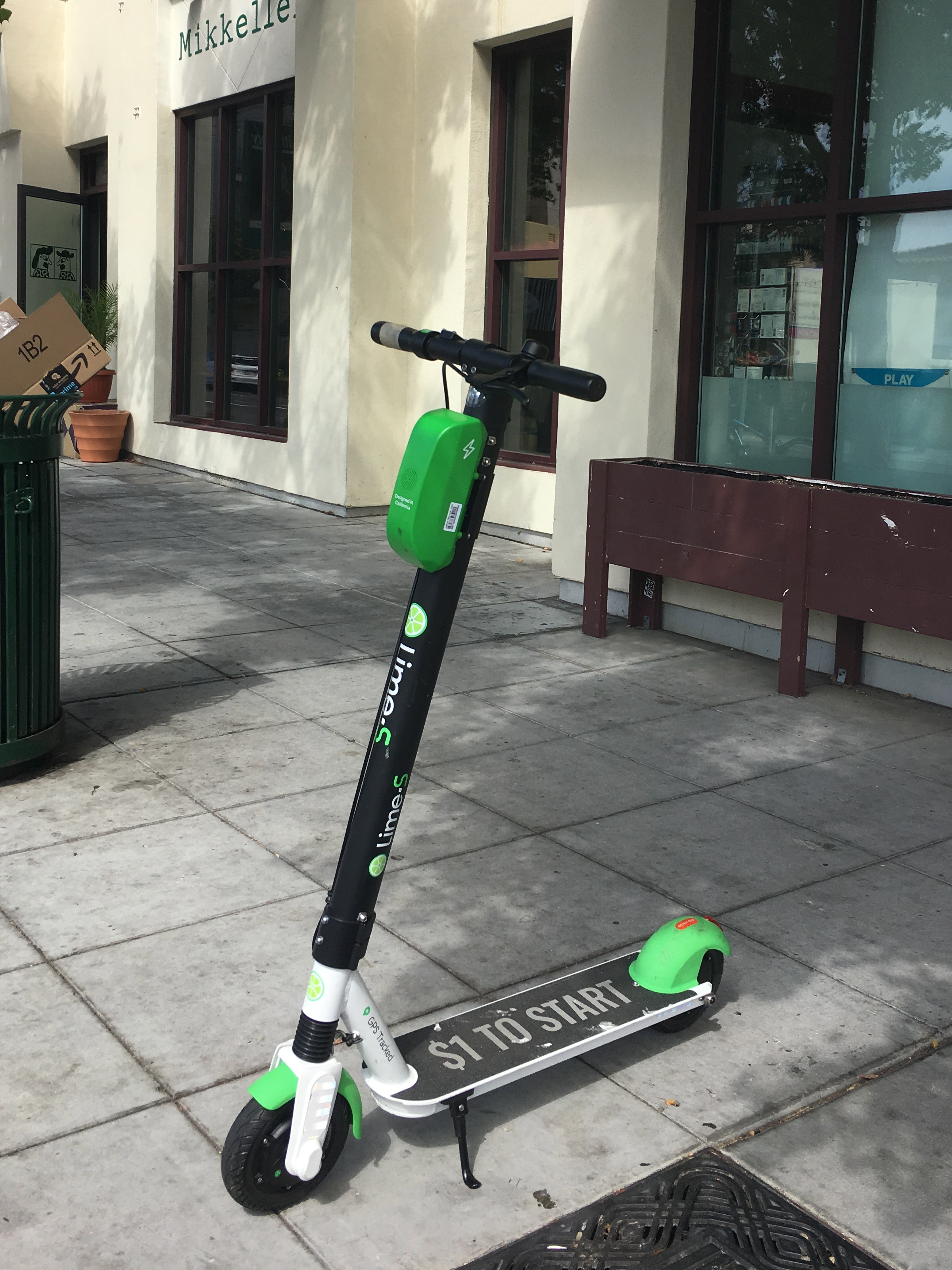
Lime-S patinete eléctrico en Pequeña Italia, San Diego, California, EE. UU. (septiembre de 2018)

Lime utiliza bicicletas de cercanía color verde equipadas con unidades de GPS y conectividad 3G. Las bicicletas también cuentan con una cesta delantera, un panel solar, y una cerradura inteligente. Se utiliza una aplicación móvil para ubicar las bicicletas y escanear un código QR para desbloquar las bicicletas, que reproducen un breve timbre. Los paseos cuestan $1 por cada 30 minutos de uso.
A partir de octubre de 2017, Lime cuenta con 150,000 usuarios.
En CES 2018, Lime anunció que comenzará una prueba de bicicletas eléctricas en San Francisco.
Poco después del lanzamiento de Lima-E (bicicletas eléctricas), también se anunciaron los patinetes eléctricos Lime-S. En abril de 2018, estos patinetes fueron objeto de controversia después de que Lime dejó a varios de cientos de ellos en las calles de las ciudades de EE. UU. sin el permiso de las autoridades municipales; las críticas públicas al proyecto aumentaron en junio, cuándo  se supo que los patinetes estaban programados para reproducir una grabación del mensaje "Desbloquéame para montarme, o  llamaré a la policía" repetidamente, en alto volumen, cuándo se tocaban sus controles.
En mayo de 2018, la compañía anunció planes para comenzar el desarrollo de vainas de tránsito, pequeños vehículos eléctricos que se conducen por sí mismos. Lime solicitó permisos para compartir autos en Seattle en octubre de 2018 y más tarde lanzó un servicio en diciembre de 2018 con una flota de automóviles Fiat 500 Lounge con la marca "LimePod."

## Ubicaciones

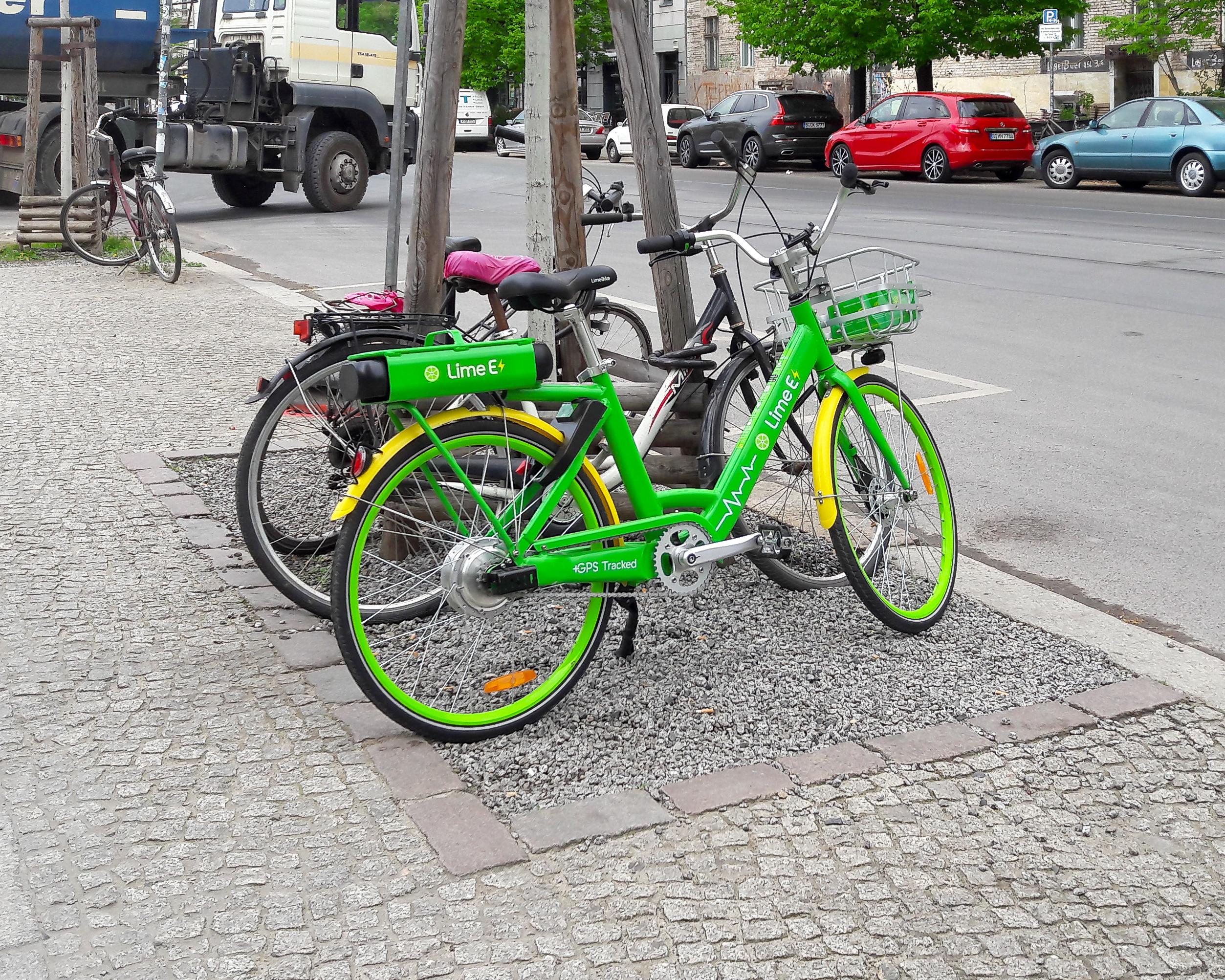
Lima-E bicicleta eléctrica en Berlín

Lime actualmente opera en las siguientes ciudades:

### Europa
- Alemania: más de 20 ciudades, incluyendo Berlín,[25] Frankfurt y Múnich.
- Bélgica: Bruselas, Antwerp.[26]
- España: Barcelona, Madrid,[27] Zaragoza[28] Málaga[29] Sevilla, Valencia, España.[30]
- Lisboa, Portugal[31]
- Francia: París,[32] Bordeaux (suspendido)[33][34] Lyon, Toulouse (suspendido).[35][36]
- Praga, República Checa[37]
- Viena, Austria[38]
- Suiza: Basilea,[39] Zúrich.[40]
- Polonia: Varsovia,[41] Poznań,[42] Cracovia, Tricity, Wrocław[43]
- Lisboa, Portugal[44]
- Londres, Reino Unido[45]
- Bucarest, Rumanía

### América
- Canadá: Calgary, Edmonton, Ottawa, Victoria, Universidad de Waterloo, Canadá.[46]
- Estados Unidos: más de 50 ciudades.
- Chile: Santiago[47]
- México: Ciudad de México[48]
- Uruguay: Montevideo (2019-2020)[49]

### Oceanía
- Australia: Adelaida, Gold Coast, Brisbane,[50] Melbourne, Sídney.[51]
- Nueva Zelanda: Auckland,[52] Christchurch, Dunedin, Hamilton, Queenstown.